# Station Upholland
Upholland is een spoorwegstation van National Rail in Upholland, West Lancashire in Engeland. Het station is eigendom van Network Rail en wordt beheerd door Northern Rail. 